# Barn (Virginia Occidental)
Barn es un área no incorporada ubicada en el condado de Mercer (Virginia Occidental), Estados Unidos. Está catalogada como un asentamiento humano por la Junta de Nombres Geográficos de los Estados Unidos.
El número de identificación (ID) asignado por el Servicio Geológico de Estados Unidos es 1535244.

## Historia
Una oficina de correos llamada Barn se estableció en 1879 y permaneció en funcionamiento hasta 1940.